# Friedrich II. (Lothringen)
Friedrich II. († 8. oder 9. Oktober 1213) war Herzog von Lothringen von April 1206/07 bis 1213. Er war der Sohn von Friedrich von Bitsch und Ludmilla von Polen. 

## Leben
Seit dem Vertrag von Ribemont vom Mai 1179 war Lothringen zwischen seinem Onkel, Herzog Simon II., und seinem Vater geteilt. Als der kinderlose Simon II. ihn zu seinem Nachfolger ernannte und am 1. April 1206 starb, anerkannte sein Vater diese Regelung nicht und ernannte sich selbst zum Herzog. Mit dem Tod des Usurpators im Jahr darauf am 7. April 1207 wurde Lothringen wiedervereint.
Seine Ehe mit Agnes von Bar aus dem Haus Scarponnois brachte ihm das Gebiet von Amance, Longwy und Stenay ein, jedoch musste er nach einer Auseinandersetzung mit seinem Schwiegervater, Theobald I. von Bar, bei der er unterlag und in Gefangenschaft geriet, 1208 alles wieder herausgeben, um seine Freiheit zurückzuerlangen.

## Nachkommen
Friedrich II. und Agnes bekamen sieben Kinder, darunter:
- Theobald I., Herzog von Lothringen, † 1220; ⚭ I Gertrud von Dagsburg, † vor 1225, Tochter von Graf Albrecht II.
- Matthäus II., Herzog von Lothringen, † 1251; ⚭ Katharina von Limburg, † 1255, Tochter von Herzog Walram IV. und Ermesinde II., Gräfin von Luxemburg
- Jakob, † 1260, 1239–60 Bischof von Metz
- Reinald, † 1274, Herr von Stenay und Bitsch, Graf von Blieskastel; ⚭ Elisabeth Gräfin von Blieskastel, † 1273, Tochter von Graf Heinrich
- Laurette; ⚭ Simon III., Graf von Saarbrücken, † vor 1240
- Alix, † 1242; ⚭ Werner I. Graf von Kyburg, † 1228;